# Nokia 6267
Il Nokia 6267 è un modello clamshell di telefono cellulare prodotto dall'azienda finlandese Nokia e messo in commercio nel 2007.

## Caratteristiche
- Dimensioni: 93,9 x 46,9 x 21,5 mm
- Massa: 105 g
- Risoluzione display interno: 240 x 320 pixel 16 777 216 colori
- Risoluzione display esterno: 128 x 160 pixel a 262 144 colori
- Durata batteria in conversazione: 6 ore
- Durata batteria in standby: 290 ore (12 giorni)
- Fotocamera: 2.0 megapixel
- Memoria: 30 MB espandibile con MicroSD
- Bluetooth e USB